# Liste der Monuments historiques in Camblanes-et-Meynac
Die Liste der Monuments historiques in Camblanes-et-Meynac führt die Monuments historiques in der französischen Gemeinde Camblanes-et-Meynac auf.

## Liste der Bauwerke
| Bezeichnung       | Beschreibung                  | Standort | Kennzeichnung | Schutzstatus | Datum | Bild |
| ----------------- | ----------------------------- | -------- | ------------- | ------------ | ----- | ---- |
| Schloss Lagarette | Erbaut im 15./16. Jahrhundert | (Lage)   | PA33000052    | Inscrit      | 2001  |      |